# Llac de San Casciano
El Llac de San Casciano és un llac a la província de Siena, a la regió de la Toscana, a Itàlia. Es troba a 383 msnm, i la seva superfície és de 2 km². Està situat al sud del municipi de San Casciano dei Bagni, a prop del poble de Trevinano, una frazione d'Acquapendente, a la província de Viterbo, al nord del Laci.